# Пераледа-дель-Саусехо
Пераледа-дель-Саусехо (ісп. Peraleda del Zaucejo) — муніципалітет в Іспанії, у складі автономної спільноти Естремадура, у провінції Бадахос. Населення — 606 осіб (2010).
Муніципалітет розташований на відстані близько 270 км на південний захід від Мадрида, 130 км на схід від Бадахоса.

## Демографія
Динаміка населення (INE ):